# Пфистер, Энрико
Энри́ко Пфи́стер (нем. Enrico Pfister; род. 7 апреля 1991, Берн) — швейцарский и филиппинский кёрлингист.
В «классическом» кёрлинге (команда из четырёх человек одного пола) в основном играет на позиции второго и третьего.

## Достижения
- Зимние Азиатские игры: золото (2025).
- Чемпионат Швейцарии по кёрлингу среди мужчин: золото (2015, 2016, 2018), бронза (2014, 2017).

## Команды
| Сезон     | Четвёртый      | Третий           | Второй         | Первый         | Запасной                                                                     | Турниры                       |
| --------- | -------------- | ---------------- | -------------- | -------------- | ---------------------------------------------------------------------------- | ----------------------------- |
| Швейцария |                |                  |                |                |                                                                              |                               |
| 2008—09   | Давид Берчигер | Марк Пфистер     | Клаудио Пец    | Энрико Пфистер | Roger Meier (ЧМЮ) тренер: Michael Bosiger                                    | ЧМЮ 2009 (6 место)            |
| 2011—12   | Марк Пфистер   | Michael Bosiger  | Roger Meier    | Энрико Пфистер |                                                                              | ЧШМ 2012 (11 место)           |
| 2012—13   | Марк Пфистер   | Roger Meier      | Энрико Пфистер | Рафаэль Мерки  | Michael Bosiger тренер: Пиус Маттер                                          | ЧШМ 2013 (6 место)            |
| 2013—14   | Марк Пфистер   | Roger Meier      | Энрико Пфистер | Рафаэль Мерки  | Michael Bosiger тренер: Пиус Маттер                                          | ЧШМ 2014                      |
| 2014—15   | Марк Пфистер   | Энрико Пфистер   | Рето Келлер    | Рафаэль Мерки  | Roger Meier (ЧШМ) Michael Bösiger (ЧШМ) Свен Михель (ЧМ) тренер: Пиус Маттер | ЧШМ 2015 · ЧМ 2015 (7 место)  |
| 2015—16   | Свен Михель    | Марк Пфистер     | Энрико Пфистер | Симон Гемпелер | Рафаэль Мерки (ЧМ) тренер: Роберт Хюрлиман                                   | ЧШМ 2016 · ЧМ 2016 (9 место)  |
| 2016—17   | Марк Пфистер   | Энрико Пфистер   | Рафаэль Мерки  | Симон Гемпелер | Михаэль Бруннер Hans Blaser тренеры: Роберт Хюрлиман, Кристоф Циссет         | ЧШМ 2017                      |
| 2017—18   | Марк Пфистер   | Энрико Пфистер   | Рафаэль Мерки  | Симон Гемпелер | Роберт Хюрлиман (ЧШМ) Рето Келлер (ЧШМ) Ян Хесс (ЧМ) тренер: Роберт Хюрлиман | ЧШМ 2018 · ЧМ 2018 (7 место)  |
| 2018—19   | Tim Jungen     | Björn Jungen     | Denis Hari     | Симон Гемпелер | Энрико Пфистер                                                               | ЧШМ 2019 (7 место)            |
| 2019—20   | Марк Пфистер   | Tim Jungen       | Björn Jungen   | Симон Гемпелер | Энрико Пфистер                                                               | ЧШСК 2020 (6 место)           |
| Филиппины |                |                  |                |                |                                                                              |                               |
| 2023—24   | Марк Пфистер   | Christian Haller | Энрико Пфистер | Alan Frei      | Benjo Delarmente тренеры: Miguel Gutierrez, Jessica Sarah Jaeggi             | ПКЧ 2023 (10 место)           |
| 2024—25   | Марк Пфистер   | Christian Haller | Энрико Пфистер | Alan Frei      | Benjo Delarmente тренеры: Miguel Gutierrez, Jessica Pfister                  | ПКЧ 2024 (9 место) · ЗАИ 2025 |

(скипы выделены полужирным шрифтом)